# 赵起 (北朝)
赵起（？—？），字兴洛，广平郡（今河北省邯郸市）人，北魏、东魏、北齐官员。

## 生平
赵起的父亲赵达是幽州录事参军。赵起性格沉稳谨慎，有才干。中兴元年（531年），高欢在信都起兵，任命段荣为定州刺史，以赵起为段荣典签，任奉车都尉。天平年间，朝廷征召赵起出任相府骑兵曹，赵起屡次升任中散大夫。高澄继位为大丞相，赵起外任建州刺史，屡次升任侍中。赵起在高欢时期屡次出任相府外兵曹和骑兵曹，掌管兵马十多年。到齐文宣帝高洋登基，赵起免去州官回到朝廷，屡次升任大鸿胪卿，赵起虽然历任位九卿、侍中，经常以本官监督军队，出入奔走，居皇帝心腹之任，与张亮、张耀相当。后来赵起外任西兖州刺史，被检举弹劾，限制人身自由，一年多后，因为没有证据被赦免。河清二年（563年），赵起被征召返回晋阳。河清三年（564年），赵起加祠部尚书、开府。天统元年（565年），赵起转任太常卿，食干琅邪郡。天统二年（566年），赵起出任沧州刺史，加六州都督。回朝后，赵起出任吏部尚书，代理外兵省事务，升任光禄大夫，以本官兼尚书左仆射，又代理怀州刺史，转任胶州刺史，封南泉郡王，去世，朝廷赠予都督、沧州刺史。

## 其他
赵起的夫人元氏是元罗之女，先嫁给了临漳县县令李庶，李庶死后守寡五年，再嫁赵起，元氏曾经梦见李庶对自己说：“我的福分薄，托生在刘氏家中为女儿，明天早晨将要出生，他家非常贫穷，恐怕不能养育我。我们夫妻旧日恩爱，所以前来相告，你应乞求收下我。刘家在七帝坊十字街南面，向东进入最里面的巷子就是。”元氏不应，李庶说：“你好像有害怕赵公的意思，我自己来告诉他。”赵起也做了同样的梦，醒来后问元氏，说起来互相吻合。赵起于是拿上钱财布帛亲自前往寻找刘氏，如梦所说得到他家的女儿，抚养长大后嫁出去。

## 家庭

### 夫人
- 河南元氏，东魏使持节、骠骑大将军、开府仪同三司、梁州刺史元罗之女，先嫁李庶，后改嫁赵起[5]

## 延伸阅读
[在维基数据编辑]
 《北齊書·卷25》，出自李百药《北齊書》